# Іларіон (Процик)
Іларіон (світське ім'я — Процик Руслан Іванович; нар. 8 листопада 1980, с. Зубрець Бучацького району Тернопільської області) — український релігійний діяч, архієрей Православної церкви України (до 15 грудня 2018 року — Української Православної Церкви Київського Патріархату). Керуючий Рівненською єпархією. У минулому — виконувач обов'язків Екзарха Європи, голова Управління зовнішніх церковних зв'язків, постійний член Священного Синоду Української Православної Церкви Київського Патріархату.

## Біографія

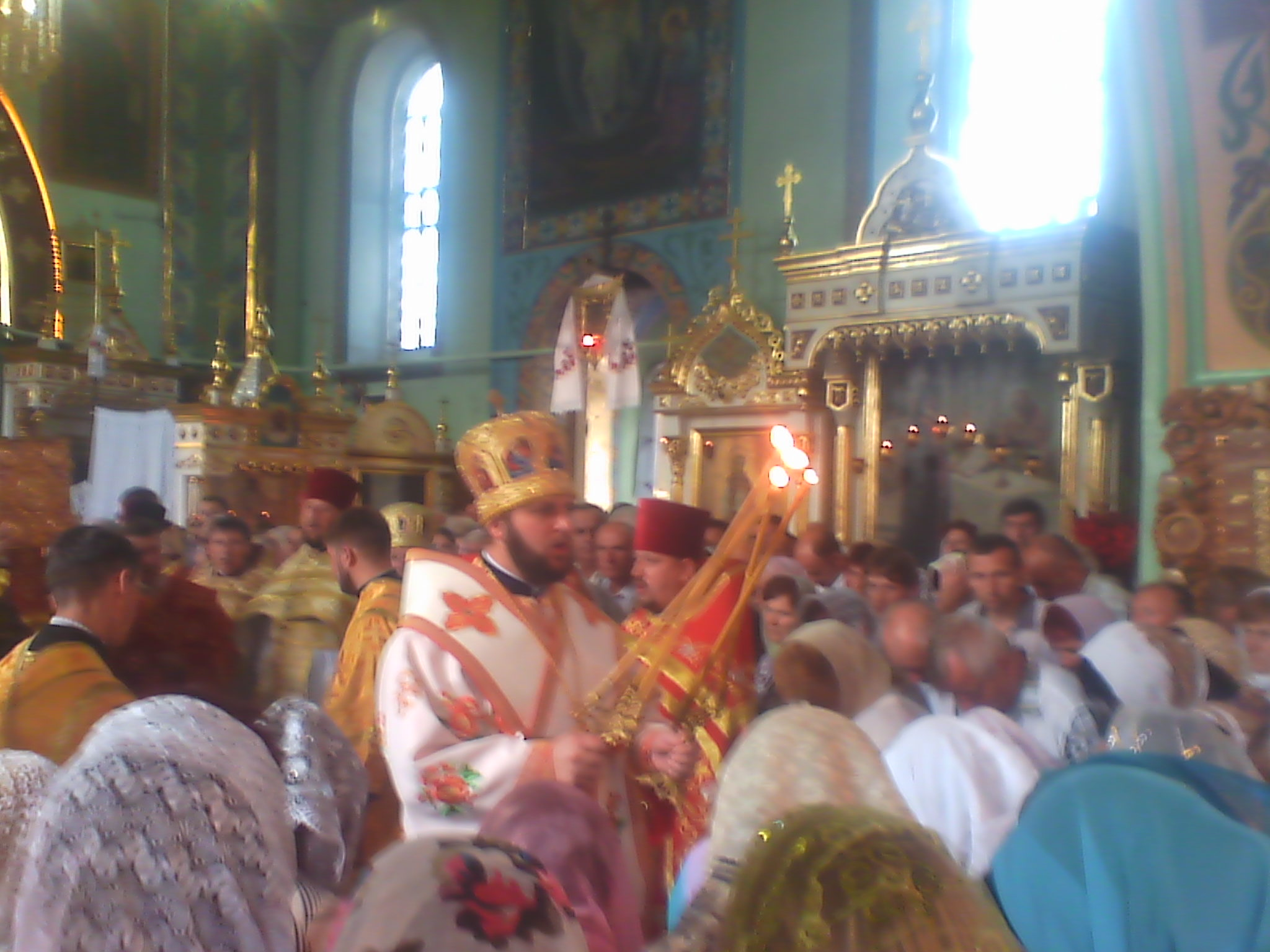
Архієпископ Іларіон за богослужінням

Народився в Зубреці на Бучаччині в родині православного священика, протоієрея Іоанна Процика (священик у селі Новосілка Бучацького благочиння, Тернопільсько-Бучацької єпархії УПЦ КП). Мати — Марія Процик.
1997 вступив у другий клас Київської духовної семінарії УПЦ КП. 2000 вступив у Київську православну богословську академію УПЦ КП.
26 жовтня 2000 — пострижений у чернецтво в Свято-Михайлівському Золотоверхому монастирі. Постриг звершив намісник монастиря — високопреосвященний архієпископ Переяслав-Хмельницький Димитрій.
5 листопада 2000 — за Божественною літургією у Володимирському кафедральному соборі міста Києва, Патріархом Київським і всієї Руси-України Філаретом рукоположений у сан ієродиякона.
5 лютого 2001 — призначений на посаду благочинного Свято-Михайлівського Золотоверхого чоловічого монастиря м. Києва.
5 червня 2003 — у Володимирському соборі міста Києва, Патріархом Київським і всієї Руси-України Філаретом рукоположений в сан ієромонаха.
24 травня 2004 — захистив кандидатську дисертацію на тему: «Пастирський погляд на зовнішню і внутрішню апостасію», здобув науковий ступінь кандидата богослів'я.
З 1 вересня 2004 призначений на посаду викладача в Київській православній богословській академії.
20 грудня 2006 призначений на посаду секретаря Патріарха Київського і всієї Руси-України.
19 квітня 2006 Патріархом Київським і всієї Руси-України Філаретом зведений у сан ігумена.
15 січня 2007 указом Святійшого Патріарха Філарета призначений намісником Свято-Феодосіївського ставропігійного чоловічого монастиря.
4 лютого 2007 зведений у сан архімандрита.
25 січня 2008 призначений керуючим справами Київської Патріархії.
13 травня 2008 Священним Синодом Київського Патріархату обраний на єпископа Чернігівського і Ніжинського. Архієрейська хіротонія, очолена Святійшим Патріархом Київським і всієї Руси-України Філаретом, відбулася 14 травня 2008 року у Свято-Володимирському патріаршому соборі.
13 травня 2011 рішенням Священного Синоду призначений головою Управління зовнішніх церковних зв'язків Київського Патріархату.
23 січня 2012 рішенням Священного Синоду призначений керуючим Рівненською єпархією з возведенням в сан архієпископа.

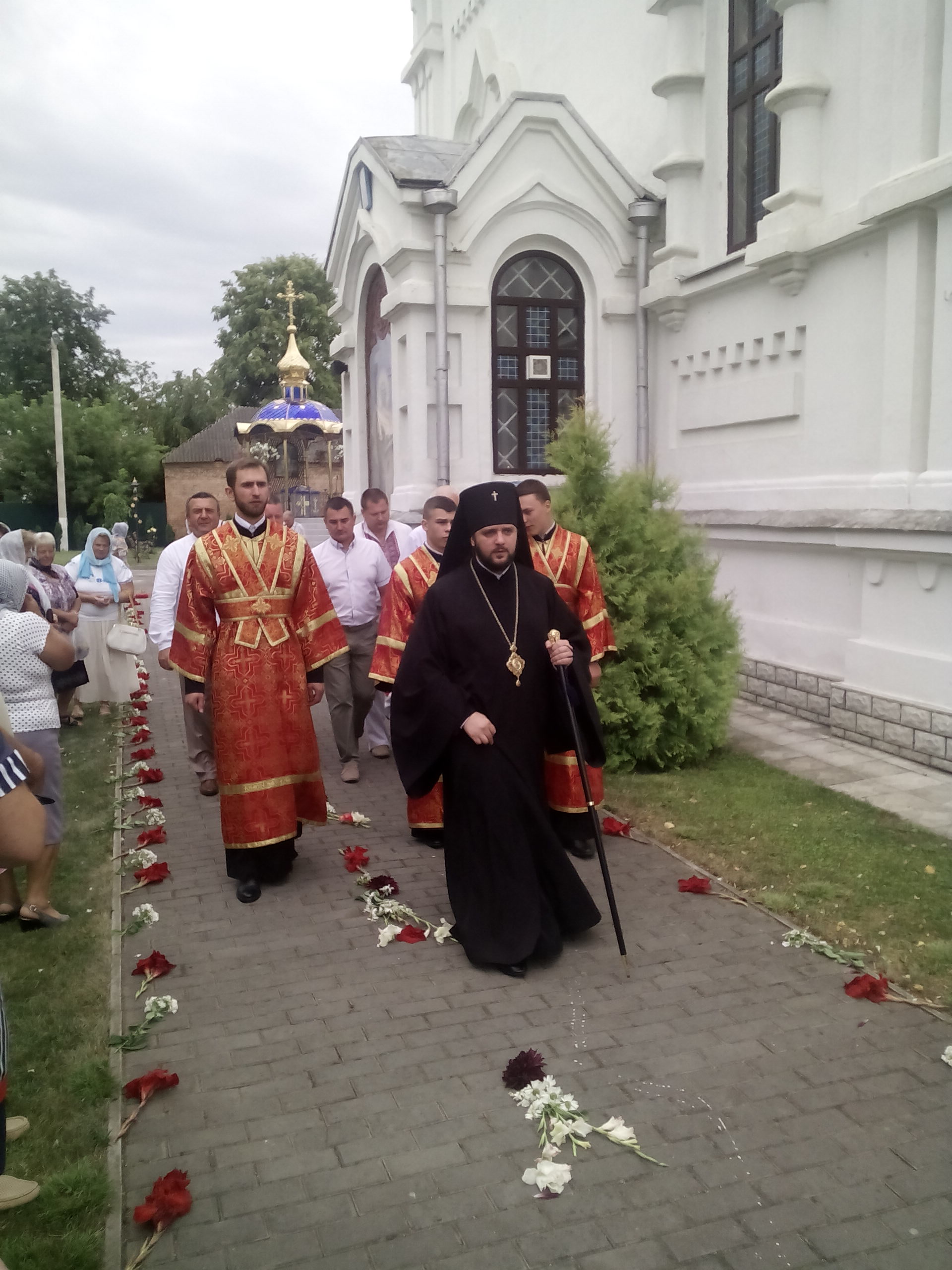
Архієпископ Іларіон у м. Дубно, 2 серпня 2016 року

13 травня 2017 рішенням Священного Синоду призначений виконуючим обов'язки Екзарха Європи.
15 грудня 2018 року разом із усіма іншими архієреями УПЦ КП взяв участь у Об'єднавчому соборі в храмі Святої Софії.
5 лютого 2019 року митрополит Київський і всієї України Епіфаній призначив владику Іларіона до складу першого Священного синоду Православної церкви України.
6 березня 2019 року рішенням Митрополита Київського Епіфанія був призначений заступником голови Управління зовнішніх церковних зв'язків Православної церкви України
15 липня 2021 року архієпископ Іларіон у співслужінні капеланів та духовенства ПЦУ, освятив наріжний камінь та заклав капсулу на місці будівництва храму на честь Почаївської ікони Божої Матері у місті Дубно, на території військової частини А 2755.
2 лютого 2023 року, указом митрополита Епіфанія, возведений у сан митрополита.

## Нагороди
- Орден «За заслуги» І ступеня (21 серпня 2020) — за значний особистий внесок у державне будівництво, соціально-економічний, науково-технічний, культурно-освітній розвиток України, вагомі трудові здобутки та високий професіоналізм[4]